# Knut Aufermann
Knut Aufermann (* 1972 in Hagen) ist ein deutscher Radiokünstler, Musiker, Komponist und Kurator.

## Leben und Werk
Knut Aufermann studierte Chemie in Hamburg und Potsdam. 1998 zog er nach London und begann dort ein Masterstudium Tontechnik und Sonic Arts an der Middlesex University. Von 2002 bis 2005 koordinierte Aufermann das Community Radio Resonance FM 104.4 in London, dessen Programm von Künstlern kreiert wird. Aufermann ist Gründungsmitglied von Radia – einem internationalen Radiokunst Netzwerk von Radiokünstlern aus über 30 unabhängigen Radiostationen weltweit. Zusammen mit Sarah Washington realisiert Aufermann als Mobile Radio temporäre Radiostationen, Workshops, Festivals und Installationen. Mit Mobile Radio war er bei der Transmediale 2011 eingeladen. 2012 entstand die Arbeit Mobile Radio BSP, ein knapp dreimonatiges Radioprogramm im Rahmen der 30. Biennale in São Paulo. Ebenfalls mit Sarah Washington spielt er als Duo Tonic Train improvisierte, elektronische Musik. 2021 erschien das Album Continuous Interruptions. Knut Aufermann benutzt für seine Konzerte und Performances verschiedene Formen von Rückkopplungen. 2016 war Aufermann künstlerischer Leiter des internationalen Radiokunst-Festivals Radio Revolten in Halle (Saale). 2021 leitet er zusammen mit Sarah Washington das 100-tägige Radioprojekt Radio Art Zone für die Europäische Kulturhauptstadt 2022, Esch in Luxemburg. Als Musiker spielt er regelmäßig mit Ensembles wie dem London Improvisers Orchestra. Knut Aufermann ist darüber hinaus Autor mehrerer Artikel zum Thema Radiokunst sowie Mitherausgeber des Buches Radio Revolten. 30 Days of Radio Art.